# Плоскуха просяна

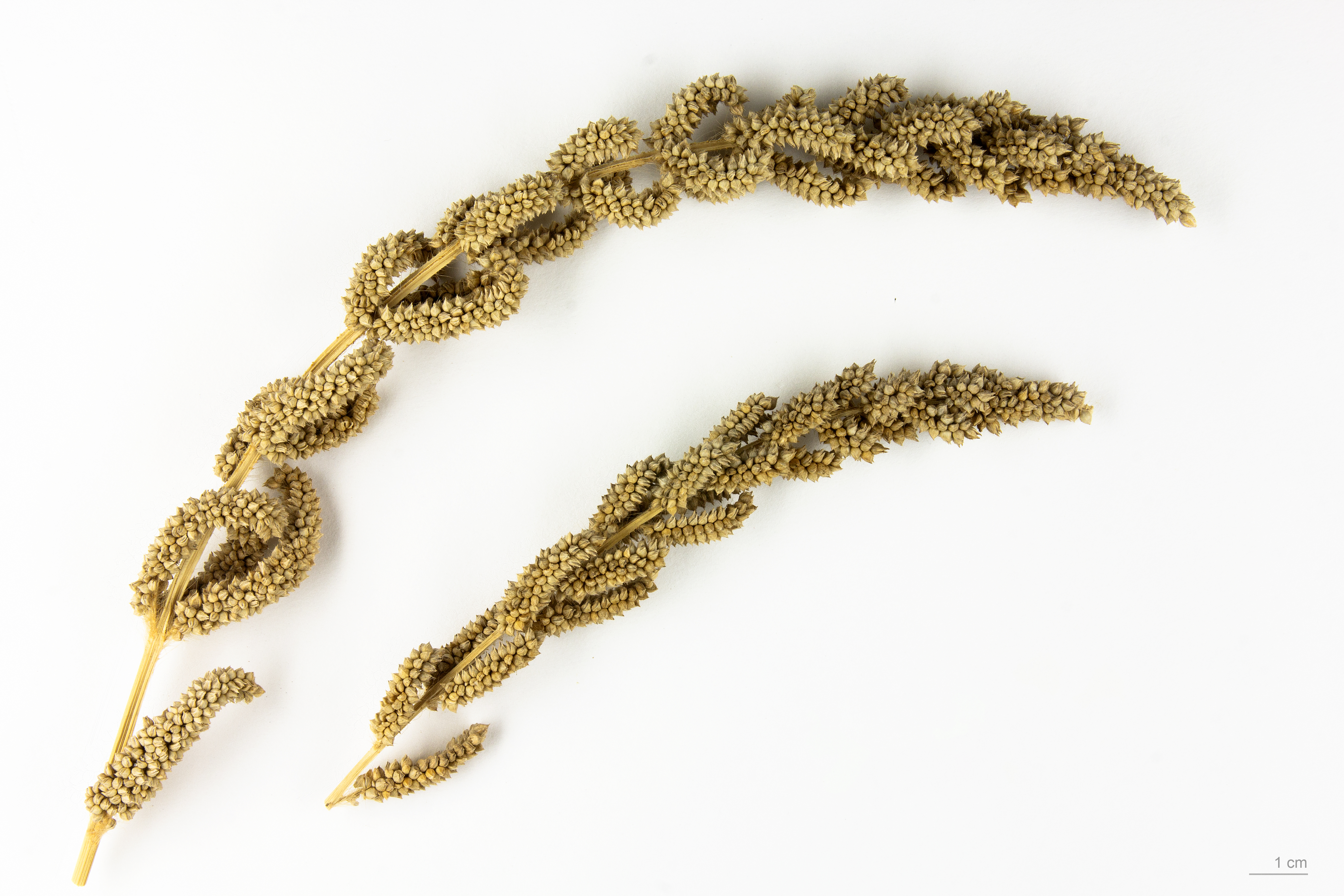
Echinochloa frumentacea - Тулузький музей

Плоскуха просяна, пайза (Echinochloa frumentacea) — вид трав'янистих рослин з родини злакових (Poaceae).

## Опис
Однорічна рослина з добре розвиненою мичковатою кореневою системою. Стебла прямі, гіллясті біля основи, 50-175 см заввишки. Листя плоске, широколінійне, 2-4 см завширшки, із зазубринами на краях.
Суцвіття — багатоколоскові густі волоті, 7-25 см завдовжки, овальної, пірамідальної або яйцеподібно-загостреної, із загостреною верхівкою і по черзі розташованими гілочками. Колоски дрібні, зібрані по 2-4 штук на короткій загальної ніжці, двоквіткові, верхня квітка розвинена, нижня — зародкова.
Зернівка овальна, 1,7-3,5 мм завдовжки, укладена в блискучі зеленуваті або попелясто-сірі квіткові луски. Вага 1000 насінин 2-3,5 г.

## Поширення
Батькивщиною пайзи є Східна Азія: Китай, Корея, Японія. Культивується переважно в Південній Азії: Індія, Пакистан, Непал.

## Значення
В Південній Азії зерно пайзи використовується в їжу бідними верствами населення. Також пайзу споживають під час релігійних постів. Також зерно є кормом для птиці, а солома — для худоби. Іноді зерно використовується для виробництва пива.
В Україні пайза не має широкого вжитку, хоча досліджується в деяких селекційних установах. Зокрема, в Україні виведено два сорти пайзи: Лебедина 2 (Інститут сільського господарства Полісся Української академії аграрних наук та Надія (Інститут землеробства і тваринництва західного регіону Української академії аграрних наук).